# Pisanello
Antonio di Pucci Pisano, bedre kendt som Pisanello (født omkring 1395 i Pisa, død i 1455 i Rom), var en italiensk maler og medaljegravør under ungrenæssancen og elev af Gentile da Fabriano.
Pisanellos værker opviser en minutiøs og detaljeret gengivelse af virkeligheden. "Sankt Eustachius vision" er et udmærket eksempel på Pisanellos naturalisme, hans måde at gengive ridderskabet og hans beundring for naturen. De fleste af Pisanellos freskoer er desværre blevet ødelagt.